# Ларга (пункт контролю)
48°25′49″ пн. ш. 26°51′6″ сх. д. / 48.43028° пн. ш. 26.85167° сх. д.
Ла́рга — пункт пропуску через державний кордон України на кордоні з Молдовою. Через пропускний пункт здійснюється залізничний вид пропуску.
Розташований у Чернівецькій області, Кельменецький район, поблизу селища міського типу Кельменці, на автошляху Т 2627. Найближча станція з молдавського боку знаходиться у селі Медвежа, Бричанський район, у напрямку Ліпкан.
Вид пункту пропуску — залізничний. Статус пункту пропуску — міжнародний.
Характер перевезень — пасажирський, вантажний.
Залізничний пункт пропуску «Ларга» може здійснювати радіологічний, митний та прикордонний контроль.